# Typosyllis papillosus
Typosyllis papillosus är en ringmaskart som beskrevs av Tovar-Hernandez, Granados-Barba och Solis-Weiss 2002. Typosyllis papillosus ingår i släktet Typosyllis och familjen Syllidae.
Artens utbredningsområde är Mexikanska golfen. Inga underarter finns listade i Catalogue of Life.